# Чиганак (Жамбылская область)
Чиганак (каз. Шығанақ) — село (ранее посёлок) в Мойынкумском районе Жамбылской области Казахстана. Административный центр Чиганакской поселковой администрации. Код КАТО — 315651100.
Железнодорожная станция на линии Мойынты — Шу.

## Население
В 1999 году население посёлка составляло 2312 человек (1141 мужчина и 1171 женщина). По данным переписи 2009 года в посёлке проживали 2402 человека (1179 мужчин и 1223 женщины).